# 이자지 (고려)
이자지(李資智)는 고려시대 전기의 문신, 외교관으로 이석(李碩)의 아들, 이자연의 손자이자 인예왕후의 조카이며, 이자겸, 이자의의 사촌형제이다. 본관은 인천(仁川)이다.
예빈시경(禮賓侍卿)으로 재직 중 1086년(선종 3년) 5월 상서 예부시랑(禮部侍郞) 최홍사(崔洪嗣) 등을 요나라에 보내 낙기복(落起復)하여 준 데에 대하여 사례할 때 수행하였다. 요나라에 하정(賀正) 사신으로 가서 신정을 축하하고 되돌아왔다.

## 같이 보기
- 이자겸
- 이자연
- 이자의

## 참고 문헌
- 고려사
- 고려사절요
- 동사강목